# Cot Seulawah Agam
Cot Seulawah Agam är ett berg i Indonesien.   Det ligger i provinsen Aceh, i den västra delen av landet, 1 800 km nordväst om huvudstaden Jakarta. Toppen på Cot Seulawah Agam är 1 810 meter över havet.
Terrängen runt Cot Seulawah Agam är huvudsakligen lite bergig. Cot Seulawah Agam är den högsta punkten i trakten. Runt Cot Seulawah Agam är det ganska tätbefolkat, med 86 invånare per kvadratkilometer. I omgivningarna runt Cot Seulawah Agam växer i huvudsak städsegrön lövskog.